# Kanton Annecy-1
Annecy-1 is een kanton van het Franse departement Haute-Savoie. Het kanton maakt deel uit van het arrondissement Annecy.

In 2018 telde het 49.322 inwoners.

Het kanton werd gevormd ingevolge het decreet van 13 februari 2014 met uitwerking op 22 maart 2015.

## Gemeenten
Het kanton omvat volgende gemeenten:
- Annecy (hoofdplaats) ( deel – overeenstemmend met de voormalige gemeente Meythet en het noordelijk deel van de oorspronkelijke gemeente Annecy )
- La Balme-de-Sillingy
- Choisy
- Lovagny
- Mésigny
- Nonglard
- Poisy
- Sallenôves
- Sillingy